# Katia Cardenal
Katia Eugenia Cardenal Barquero (Managua, 19 giugno 1963) è una cantante nicaraguense con cittadinanza norvegese.

## Biografia
Nata nella capitale nicaraguense, Katia Cardenal è salita alla ribalta come metà del duo Guardabarranco, che ha fondato nei primi anni '80 insieme al fratello Salvador. Nel 1996 si è trasferita a Oslo, dove ha vissuto per i quattro anni successivi e dove è divenuta nota grazie alle sue cover in lingua spagnola delle canzoni di Alf Prøysen, contenute nel suo album del 1999 Navegas por las costas, che ha raggiunto la 10ª posizione della classifica norvegese, rimanendo in top forty per quattro mesi e vendendo più di 25 000 copie a livello nazionale.

## Discografia

### Album in studio
- 1997 – Brazos de sol
- 1999 – Navegas por las costas
- 1999 – En Reveslandia
- 2000 – Ven a mi casa esta navidad
- 2001 – Sueño de una noche de verano
- 2001 – Taube på spanska
- 2004 – Hojarasca
- 2008 – Mariposa de alas rotas
- 2008 – Messe for Kari og Ola (con Carlos Mejía Godoy, Erik Hillestad e gli Skruk)
- 2017 – Trampolín
- 2018 – Basta un suspiro
- 2019 – Misa Campesina nicaragüense

### Raccolte
- 2019 – Inéditas (1983-1989)

### Singoli
- 1999 – Juan y Salomón/Jørgen hattemaker
- 2017 – Trampolín
- 2018 – Aurora/Dame un vaso de agua
- 2018 – Nicaragua Nicaragüita
- 2018 – Basta un suspiro
- 2019 – Días de amar
- 2020 – Allá
- 2020 – Maria Auxuliadora (La reina de Nicaragua)